# Telerghma
Teleghma (em árabe: تلاغمة) é uma cidade e comuna localizada na província de Mila, Argélia. Segundo o censo de 2008, a população total da cidade era de 48 028 habitantes.